# Lordosis
La lordosis es una curvatura de la columna vertebral en la región cervical de convexidad anterior (o concavidad posterior). Se puede presentar tanto de forma fisiológica como de forma patológica. Una lordosis se forma mediante la diferencia de altura de la porción anterior de los discos vertebrales involucrados con respecto a la porción posterior. Esta diferencia provoca una mayor presión sobre las partes posteriores de los discos vertebrales y los desplaza hasta posiciones anteriores.

## Lordosis fisiológica
La lordosis fisiológica es un tipo de curvatura fisiológica de convexidad anterior o concavidad posterior, ambas denominaciones son equivalentes. Existen en el cuerpo humano 2 lordosis fisiológicas: cervical, ubicada entre C2 y T1, y lumbar, entre L1 y L5. Estas se pueden observar en la posición de bipedestación desde una vista lateral.

Curvaturas de la columna vertebral

Junto con las dos cifosis fisiológicas, fortalecen la columna vertebral y la protegen de la presión axial, que se produce por ejemplo al caminar; mantiene la posición erguida y ayuda en la prevención de las fracturas axiales. Estas funciones se explican mediante la relación directamente proporcional entre el cuadrado del número de curvas de una columna más uno y la resistencia que ofrece a las fuerzas axiales.

### Origen y desarrollo
Durante el desarrollo embrionario y durante los primeros 3 meses de vida, el feto no presenta ninguna lordosis, solo presenta una cifosis que abarca toda la columna vertebral. Esta curva se denomina curva simple o primaria. Cuando el lactante logra el control cefálico alrededor de los 3 meses de vida, se desarrolla la lordosis cervical. La lordosis lumbar se desarrolla gradualmente cuando el niño logra sentarse, pararse y caminar. El desarrollo completo de las lordosis normales se da a los 10 años.

## Lordosis patológica

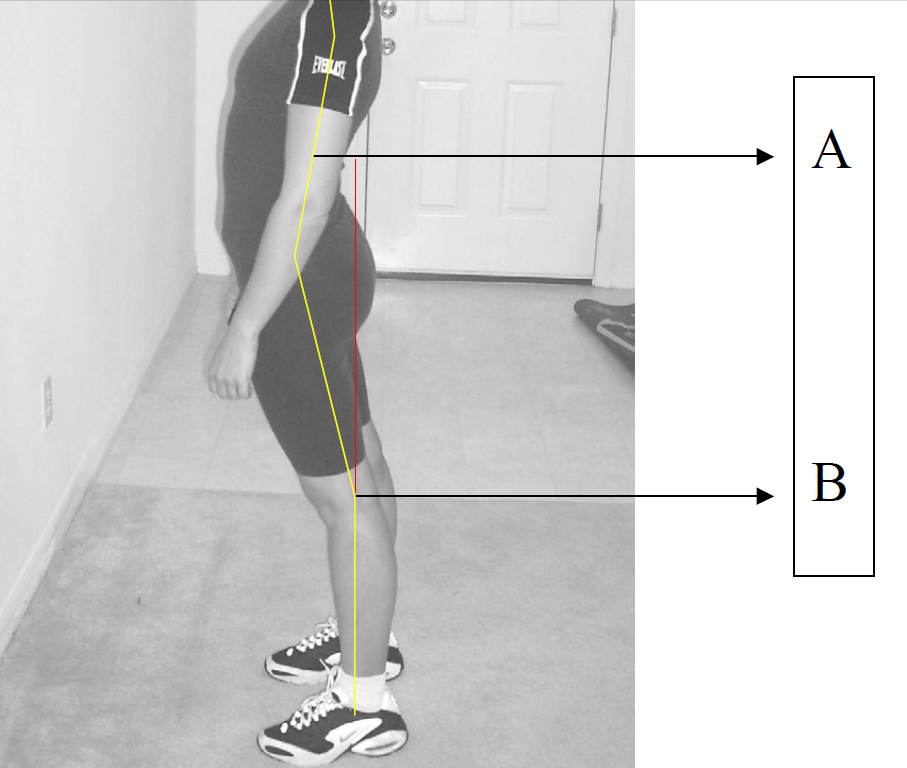
Se observa en la imagen que el punto A no se sitúa a la misma altura que el punto B, condición que ocurre en una columna vertebral normal.

La lordosis patológica o hiperlordosis es un aumento de la curvatura de concavidad posterior o convexidad anterior. Es más frecuente en la región lumbar, en donde se define como una concavidad mayor a 60°, y se debe a múltiples causas congénitas, posturales, postquirúrgicas, traumáticas, neuromusculares, pélvicas entre otras. La columna vertebral se encorva hacia adelante, hace más prominente los glúteos y ocasiona dolor de espalda.

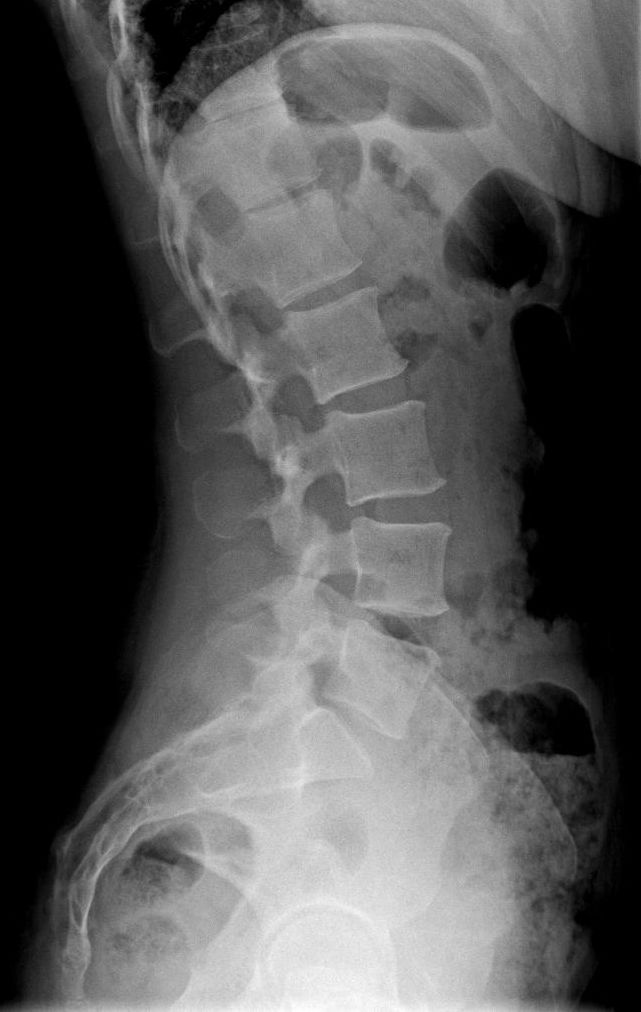
Radiografía de una hiperlordosis lumbar

Por extensión, esta deformación anómala suele acompañarse de una debilidad de la musculatura del tronco, en particular de la musculatura anterolateral del abdomen. Para compensar las alteraciones de la línea gravitacional normal, las mujeres experimentan una hiperlordosis pasajera durante la fase final del embarazo. Esta hiperlordosis puede ocasionar lumbago, pero la molestia desaparece de ordinario poco después del parto. La obesidad también es causa de lordosis y lumbalgia en ambos sexos, por el mayor peso del contenido abdominal, situado delante de la línea gravitatoria penil. El adelgazamiento corrige este problema.

### Variaciones
1. Hiperlordosis cervical: Consiste en la acentuación de la curvatura (lordosis) cervical. Las deformidades, dada la gran movilidad de la región cervical, son ocasionadas por algún problema ajeno a la misma, por lo que si desaparecen, también lo hará la deformidad.
2. Hipercifosis dorsal: Aumento de la curvatura dorsal (cifosis), dando origen al dorso redondeado y caída de los hombros hacia delante.
3. Cifosis total, cifosis dorsal, verdadera, genuina o fija. Desaparece la lordosis lumbar que es reemplazada por una curva cifótica que va desde el sacro a la región cervical.
4. Actitud cifótica, cifosis natural o cifosis flexible: Se denomina cifosis flexible cuando su enderezamiento se puede conseguir por un simple esfuerzo voluntario. No presenta deformaciones óseas.
5. Inversión de las curvaturas: Equivale a una cifosis lumbar o de la región lumbar plana con retroversión pélvica dando origen a un dorso plano o lordosis dorsal.
6. Hiperlordosis lumbar: Equivale a una acentuación de curvatura fisiológica lumbar. Puede ocasionar dolor e incapacidades parciales para la realización de algunos deportes.

## Lordosis en mamíferos con fines reproductivos
La lordosis, según la doctora Helen Fisher, es también el «hábito de la hembra de agacharse, arquear la espalda y levantar las nalgas hacia su pretendiente para expresar su disponibilidad sexual».
La lordosis está relacionada con los niveles de norepinefrina y dopamina, que aumentan en determinadas posiciones sexuales, estimulando la liberación de estrógenos en las hembras y la disposición al apareamiento en general. Este es un rasgo común en todos los mamíferos.